# Сигерист, Генри Эрнст
Генри Эрнест Сигерист (нем. Henry Ernest Sigerist; 7 апреля 1891[…], X округ Парижа — 17 марта 1957[…], Пура) — швейцарский историк медицины, профессор (1924). Директор института истории медицины в Лейпциге (1925—1932). В 1932—1947 годы — профессор университета Дж. Хопкинса (Балтимор, США).

## Биография
Родился 7 апреля 1891 года в Париже в богатой швейцарской семье. Он провел юность между Парижем и Цюрихом. Он изучал филологию в Цюрихском университете, а затем изучал восточные языки в Университетском колледже и Королевском колледдже в Лондоне.
После окончания Цюрихского университета в 1917 году Сигерист служил в армии врачом. Затем решил начать изучать историю медицины в Лейпцигском университете, где преподавал Карл Зудхофф — основатель истории медицины как научной дисциплины в Германии.
Преподавал в Цюрихском университете до 1925 года. В 1924 году стал профессором. В 1925—1931 годы работал директором института истории медицины в Лейпциге, сменил Карла Зуддхофа на этом посту.
Сигерист стал одним из самых активных сторонников «обязательного медицинского страхования», социальной медицины.
В 1931 году Сигерист переехал в США, преподавал историю медицины в Балтиморе. В 1932 году он сменил Уильяма Генри Уэлча на посту директора Института истории науки в Университете Джонса Хопкинса.
С 1932 по 1947 год Сигерист был директором Института истории медицины Университета Джонса Хопкинса.
Критиковал систему здравоохранения в США за то, что высококвалифицированная медицинская помощь доступна лишь небольшой части населения. Пропагандировал достижения советской медицины и здравоохранения. Для своих исследований Сигерист получил финансовую помощь от Института Рокфеллера. В 1933 году учёный организовал журнал по истории медицины. В 1934—1947 годы был редактором журнала по истории медицины, которая с 1939 пода выходила под названием «Bulletin of the history of medicine» (Бюллетень истории медицины). В 1943—1947 годы был редактором журнала «American Review of Soviet medicine».
В 1935, 1936,1937 и 1938 годы Сигерист посещал Советский Союз и восторженно описывал советскую систему здравоохранения. Некоторые из коллег его упрекали в том, что он некритически относится к отчётам, предоставленным ему в СССР. Кроме того, он побывал в Югославии, Южной Африке, Индии и некоторых других странах. Везде учёный ратовал за повсеместное введение социальной медицины, без национальных, расовых и иных ограничений.
В 1930—1940-е годы профессор Сигерист совершил четыре поездки в Канаду по приглашению различных медицинских групп и выступал с предложениями по улучшению здравоохранения. В 1944 году он ездил по провинции Саскачеван и составил отчёт о состоянии здравоохранения для Томми Дугласа- премьер-министра канадской провинции Саскачеван. Считается, что под его влиянием в провинции Саскачеван была введена финансируемая государством медицинская и больничная помощь пенсионерам, людям, получающим пособие и больным раком. Это стало основой для создания системы здравоохранения, финансируемой государством, во всей Канаде.
В условиях начавшейся «холодной войны» и ухудшения отношений между США и СССР деятельность Сигериста вызывала недоверие со стороны властей США,и в 1947 году профессор вышел на пенсию и переехал на свою родину- в Швейцарию.
Генри Эрнст Сигерист умер 17 марта 1957 года в Пуре в Швейцарии. Многие в медицинском сообществе оплакивали его смерть, хотя его взгляды на социализированную медицину (государственную медицину) часто замалчивались в некрологах в национальных газетах.
В 1999 году в статье в Hopkins Medical News описывалось его мнение о том, что «вся история медицины движется по спирали к одному неизбежному концу: социализированной медицине» и сказал, что «он вложил весь свой энтузиазм не в того коня— Советский Союз».
Организация историков медицины назвала себя Кружком Сигеристов, и такие книги, как «Создание истории медицины: жизнь и времена Генри Э. Сигериста» Теодора М. Брауна и Элизабет Фи, знакомят мир с наследием Сигериста.
Важнейшими его работами считаются «Социализированная медицина в Советском Союзе» (1937) и «История медицины».
В последние годы своей жизни, начиная с 1947 года, он посвятил себя написанию восьмитомной истории медицины; но до своего исчезновения, в 1957 году, он опубликовал только первую. Второй том появился посмертно.

## Труды
- Grosse Ärzte, Münch., 1932;
- Socialized medicine in the Soviet Union, N. Y., 1937;
- Civilization and disease, lthaca — N. Y., 1944;
- Medicine and health in the Soviet Union, N. Y., 1947;
- A history of medicine, v. 1, N. Y., 1955; в рус. пер. — Тревога в современном медицинском мире, «Советский врачебный журнал», 1936, № 13.